# Fernando Codá Marques
Fernando Codá Marques   (São Carlos, 8 d'octubre de 1979) és un matemàtic brasiler especialista en geometria, topologia, equacions diferencials en derivades parcials i teoria de Morse. És professor a la Universitat de Princeton. El 2012, juntament amb André Neves, va demostrar la conjectura de Willmore.

## Biografia
Va néixer a São Carlos el 8 d'octubre de 1979 però es va criar a Maceió. Els seus pares eren tots dos professors d'enginyeria.
Va començar a estudiar enginyeria civil a la Universitat Federal d'Alagoas el 1996, però va canviar-se a matemàtiques dos anys més tard.
El 1999 va obtenir el seu Màster al Instituto Nacional de Matemática Pura e Aplicada (IMPA). Entre els seus professors hi havia Manfredo do Carmo i Elon Lages Lima.
Seguint el consell de Manfredo, va anar cap a la Universitat de Cornell a aprendre anàlisi geomètric amb José F. Escobar per després tornar al Brasil amb aquest coneixement. Tot i el càncer que patia Escobar llavors, Fernando va anar a fer el seu doctorat amb ell.
El 2001 va rebre el premi Cornell's Battig Prize per alumnes graduats per la seva "excelencia i promesa a les matemàtiques". Va obtenir el doctorat per la mateixa universitat el 2003, sota supervisió d'Escobar.
Després del seu doctorat, va acceptar la posició que l'hi havia ofert l'IMPA per tornar al Brasil. Però al cap de sis mesos, Escobar va morir. Això el va deixar aïllat de la resta de comunitat, ja que el seu contacte principal era Escobar i va acabar acceptant una invitació per una estada post-doctoral d'un any a la Universitat Stanford. Allà el va influir Richard Schoen i la seva escola de pensament sobre geometria i va conèixer André Neves, qui acabaria sent el seu principal col·laborador.
Va continuar al IMPA fins al 2014. El setembre d'aquell any va anar com a catedràtic a la Universitat de Princeton.
Està casat amb la també matemàtica Ana Maria Menezes de Jesus i tenen un fill de nom Pedro.

## Treballs matemàtics

### Problema Yamabe
El 2009, juntament amb Richard Schoen i Markus Khuri van fer importants progressos en el problema Yamabe. Va resoldre la conjectura de Schoen sobre la compactació al problema Yamabe en varietats d'spin.

### Conjectura de Min-Oo
A l'abril de 2010, treballant juntament amb Simon Brendle i André Neves, Marques va trobar un contra-exemple de la conjectura de la rigidesa de Min-Oo.

### Conjectura de Willmore
Marques i Neves van pujar un article a ArXiv al febrer de 2012. En aquest article resolien la conjectura de Willmore fent servir la teoria min-max de Almgren–Pitts, considerada una eina antiga i abandonada.

### Conjectura de Freedman–He–Wang
Al maig de 2012, en cooperació amb Ian Agol i André Neves, van publicar una solució per la conjectura de Freedman–He–Wang.

### Conjectura de Yau
Al desembre de 2017, en col·laboració amb Kei Irie i André Neves van solucionar la conjectura de Yau en el cas genèric.

### Teoria min-max d'Almgren–Pitts
Actualment Marques i André Neves estan treballant per estendre aquesta teoria.

## Premis
- 2012: premi TWAS.[16]
- 2012: premi ICTP Ramanujan Prize.[17]
- 2016: premi Oswald Veblen en Geometria juntament amb André Neves.[18]
- 2021: Premi Fermat pels grans avenços obtinguts amb André Neves en aplicacions geomètriques del càlcul de variacions.